# 頭號天敵
頭號天敵是Green Day第八張專輯21st Century Breakdown的第一首單曲，專輯於2009年5月15日發行，而單曲會於4月16日發行，而單曲MV會於2009年4月24日美國時間晚上八點在MTV網站上首播。2009年4月6日，已經推出90秒MV試聽版，MV內有2009年全美大學男子籃球聯賽冠軍的影片。

## 曲目
CD 1
1. "Know Your Enemy"
2. "Lights Out"
3. "Hearts Collide"

CD 2
1. "Know Your Enemy"
2. "Lights Out"

1. ↑  . 博客來.   [2023-05-27]. （原始内容存档于2023-05-30）.